# Banie
Banie (in tedesco Bahn) è un comune rurale polacco del distretto di Gryfino, nel voivodato della Pomerania Occidentale.
Ricopre una superficie di 205,81 km² e nel 2005 contava 6 404 abitanti.